# Artūrs Kulda

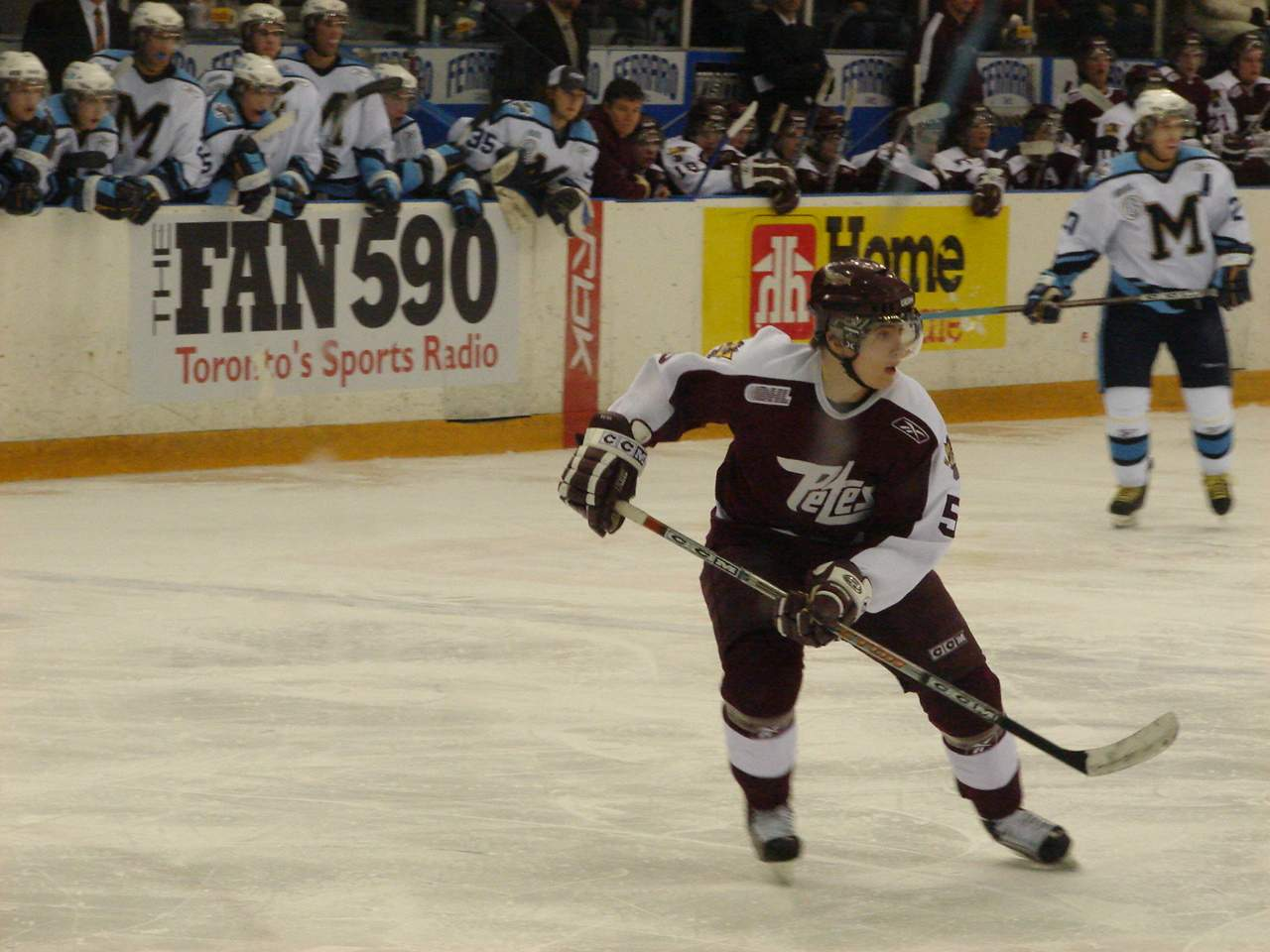
V dresu Peterborough Petes hrál v letech 2006–2008

Artūrs Kulda (* 25. července 1988 Lipsko) je profesionální lotyšský hokejový obránce, který momentálně působí v klubu EC VSV v nejvyšší rakouské hokejové lize. Je mladší bratr Edgars je rovněž hokejista.

## Faul na Martínka
Nejvíce se dostal do povědomí při mistrovství světa 2011 na Slovensku, kde 30. dubna při premiérovém utkání proti české reprezentaci vyřadil nárazem do hlavy ze hry obránce Radka Martínka. Kulda sice nebyl v utkání potrestán, ale dodatečně obdržel třízápasový distanc. Martínek se již na turnaji kvůli následkům ataku neobjevil. Kulda byl jedinou lotyšskou posilou z NHL na šampionátu.

## Reprezentace
Obránce reprezentoval třikrát Lotyšsko na turnaji I. divize světového šampionátu do 18 let. Zahrál si i na juniorském mistrovství světa 2006 v Kanadě, kde Lotyši skončili na sestupové 9. příčce. Kulda hrál i v následujících dvou letech v I. divizi šampionátu.
Dres lotyšského áčka oblékl při velkém turnaji poprvé v roce 2010, kdy se zúčastnil mistrovství světa v Německu, kde Lotyši skončili devátí. Na výše zmíněném MS 2011 obsadil s týmem 13. místo. Byl účastníkem i na MS 2013 ve Švédsku a Finsku, 2014 v Bělorusku, 2017 v Německu a Francii, 2019 na Slovensku a 2021 na domácím ledě.
Hrál i na Olympijských hrách v Soči 2014 (8. místo).

### Reprezentační statistiky
| 2004 | Lotyšsko 18 | MS 18 - D1 | 5 | 0 | 1 | 1 | 6  |
| 2005 | Lotyšsko 18 | MS 18 - D1 | 5 | 0 | 2 | 2 | 18 |
| 2006 | Lotyšsko 18 | MS 18 - D1 | 5 | 1 | 2 | 3 | 12 |
| 2006 | Lotyšsko 20 | MS 20      | 6 | 0 | 1 | 1 | 6  |
| 2007 | Lotyšsko 20 | MS 20 - D1 | 5 | 0 | 2 | 2 | 27 |
| 2008 | Lotyšsko 20 | MS 20 - D1 | 5 | 1 | 4 | 5 | 12 |
| 2010 | Lotyšsko    | MS         | 3 | 0 | 0 | 0 | 2  |
| 2011 | Lotyšsko    | MS         | 3 | 0 | 0 | 0 | 6  |
| 2013 | Lotyšsko    | MS         | 7 | 1 | 1 | 2 | 8  |
| 2014 | Lotyšsko    | OH         | 5 | 0 | 1 | 1 | 2  |
| 2014 | Lotyšsko    | MS         | 6 | 4 | 1 | 5 | 4  |
| 2017 | Lotyšsko    | MS         | 7 | 0 | 1 | 1 | 6  |
| 2019 | Lotyšsko    | MS         | 7 | 0 | 1 | 1 | 2  |
| 2022 | Lotyšsko    | MS         |   |   |   |   |    |

## Kariéra
V roce 2004 se přesunul z Lotyšska do mládežnických celků CSKA Moskva, odkud se vydal po dvou letech do celku kanadské juniorské OHL Peterborough Petes. V závěru sezony 2007/08 posílil celek AHL Chicago Wolves - záložní celek klubu NHL Atlanta Thrashers, který jej v roce 2006 draftoval. Šestkrát si zahrál i za Atlantu v NHL, ale spíše působil v týmu Wolves, se kterými v roce 2008 získal Calderův pohár.
Atlanta v roce 2011 prodala licenci na NHL klubu Winnipeg Jets, Kulda se stal po této transakci hráčem Jets a za klub v ročníku 2011/12 i devětkrát nastoupil. Většinu času ale strávil v AHL, kde hájil barvy St. John's IceCaps.
V červenci 2012 podepsal smlouvu s klubem Sibir Novosibirsk, hrajícím Kontinentální hokejovou ligu. Po sezoně se sice dohodl na návratu do mužstva Jets, ale nakonec v letech 2013-2015 nastupoval v KHL za Salavat Julajev Ufa.
V letech 2015-2017 hrál za Jokerit Helsinky. V ročníku 2017/18 nastupoval za HC Rudá hvězda Kunlun, ale na konci přestupního termínu se přesunul do klubu české extraligy HC Sparta Praha.
V letech 2018-20 působil v Severstal Čerepovec, na podzim 2019 si zahrál i za Dinamo Riga. Od roku 2020 hraje německou ligu za Nürnberg Ice Tigers.

## Statistika
- Debut v NHL - 12. února 2010 (Minnesota Wild - ATLANTA THRASHERS)
- První bod v NHL - 13. února 2010 (Chicago Blackhawks - ATLANTA THRASHERS)

| Sezona     | Klub                  | Soutěž     | Základní část | Základní část | Základní část | Základní část | Základní část | Play off | Play off | Play off | Play off | Play off |
| Sezona     | Klub                  | Soutěž     | Z             | G             | A             | B             | TM            | Z        | G        | A        | B        | TM       |
| ---------- | --------------------- | ---------- | ------------- | ------------- | ------------- | ------------- | ------------- | -------- | -------- | -------- | -------- | -------- |
| 2006/07    | Peterborough Petes    | OHL        | 58            | 2             | 9             | 11            | 83            | —        | —        | —        | —        | —        |
| 2007/08    | Peterborough Petes    | OHL        | 55            | 7             | 27            | 34            | 87            | 5        | 1        | 3        | 4        | 6        |
|            | Chicago Wolves        | AHL        | 5             | 0             | 1             | 1             | 10            | 21       | 1        | 4        | 5        | 32       |
| 2008/09    | Chicago Wolves        | AHL        | 57            | 1             | 14            | 15            | 59            | —        | —        | —        | —        | —        |
| 2009/10    | Atlanta Thrashers     | NHL        | 4             | 0             | 2             | 2             | 2             | —        | —        | —        | —        | —        |
|            | Chicago Wolves        | AHL        | 66            | 6             | 19            | 25            | 46            | 14       | 1        | 4        | 5        | 8        |
| 2010/11    | Atlanta Thrashers     | NHL        | 2             | 0             | 0             | 0             | 2             | —        | —        | —        | —        | —        |
|            | Chicago Wolves        | AHL        | 69            | 5             | 12            | 17            | 73            | —        | —        | —        | —        | —        |
| 2011/12    | Winnipeg Jets         | NHL        | 9             | 0             | 0             | 0             | 4             | —        | —        | —        | —        | —        |
|            | St. John's IceCaps    | AHL        | 63            | 6             | 14            | 20            | 62            | 13       | 0        | 1        | 1        | 8        |
| 2012/13    | HK Sibir Novosibirsk  | KHL        | 50            | 9             | 6             | 15            | 55            | 7        | 0        | 1        | 1        | 0        |
| 2013/14    | Salavat Julajev Ufa   | KHL        | 43            | 1             | 9             | 10            | 42            | 18       | 1        | 4        | 5        | 18       |
| 2014/15    | Salavat Julajev Ufa   | KHL        | 45            | 4             | 5             | 9             | 28            | 5        | 0        | 0        | 0        | 2        |
| 2015/16    | Jokerit Helsinky      | KHL        | 42            | 1             | 5             | 6             | 36            | 6        | 0        | 0        | 0        | 4        |
| 2016/17    | Jokerit Helsinky      | KHL        | 44            | 0             | 11            | 11            | 28            | 3        | 0        | 1        | 1        | 4        |
| 2017/18    | HC Rudá hvězda Kunlun | KHL        | 47            | 2             | 4             | 6             | 3             | —        | —        | —        | —        | —        |
| 2017/18    | HC Sparta Praha       | CZE        | 3             | 0             | 0             | 0             | 0             | 3        | 0        | 0        | 0        | 2        |
| 2018/19    | Severstal Čerepovec   | KHL        | 59            | 2             | 5             | 7             | 42            | —        | —        | —        | —        | —        |
| 2019/20    | Dinamo Riga           | KHL        | 6             | 0             | 2             | 2             | 0             | —        | —        | —        | —        | —        |
|            | Severstal Čerepovec   | KHL        | 20            | 1             | 4             | 5             | 8             | —        | —        | —        | —        | —        |
| 2020/21    | Nürnberg Ice Tigers   | GER        | 33            | 1             | 17            | 18            | 40            | —        | —        | —        | —        | —        |
| 2021/22    | Krefeld Pinguine      | DEL        | 55            | 4             | 9             | 13            | 30            | —        | —        | —        | —        | —        |
| 2022/23    | EC VSV                | ICEHL      | 46            | 5             | 20            | 25            | 51            | 5        | 0        | 0        | 0        | 2        |
| Celkem NHL | Celkem NHL            | Celkem NHL | 15            | 0             | 2             | 2             | 8             | —        | —        | —        | —        | —        |
| Celkem AHL | Celkem AHL            | Celkem AHL | 260           | 18            | 60            | 78            | 250           | 42       | 2        | 10       | 12       | 48       |
| Celkem KHL | Celkem KHL            | Celkem KHL | 356           | 20            | 51            | 71            | 272           | 39       | 1        | 6        | 7        | 28       |